# Eñaut Etxamendi
Eñaut Etxamendi Gueçainburu (1935), est un enseignant, écrivain, linguiste, chanteur et conteur basque. 
Il est l'auteur d'ouvrages, de chants, mais aussi d'une thèse de doctorat publiée en 2018 qui suggère que la langue basque est d'origine indo-européenne. 

## Biographie

### Origines familiales
Eñaut Etxamendi (graphie basque de Arnaud Etchamendy) est né le 22 août 1935 dans le village d'Estérençuby dans le département des Pyrénées-Atlantiques. Le village se trouve dans le pays de Cize à la frontière de la Navarre.

### Formations et diplômes
Il est ingénieur agricole et licencié de sciences politiques après avoir suivi des études à l'école supérieure d'agriculture de Purpan et à l'Institut d'études politiques de Toulouse.
À l'Université de Pau et des pays de l'Adour il a obtenu un DEA puis le 23 mars 2007 le grade de docteur en Études basques.

### Carrière d'enseignant
Il a eu une carrière d'enseignant (économie politique), notamment à Saint-Palais.

### Chanteur

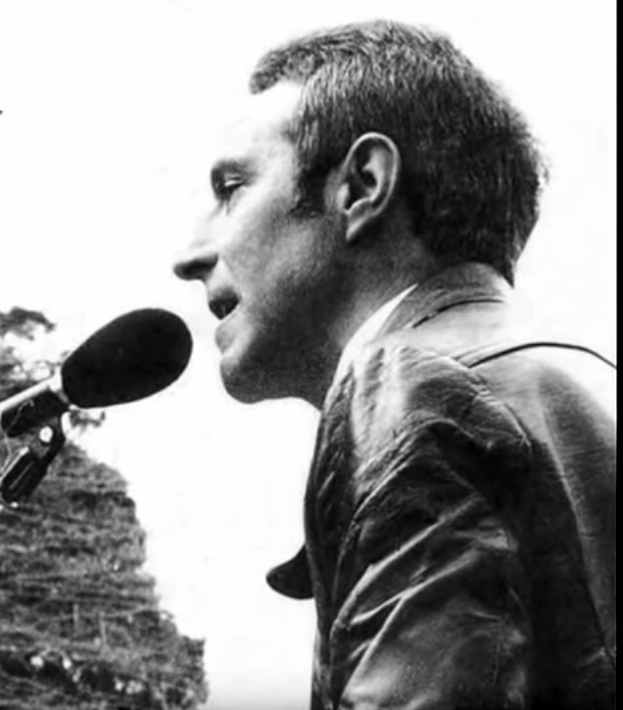
Eñaut Etxamendi

Il a chanté au sein d'Ez Dok Amairu mais aussi avec Eñaut Larralde (1939-2012) l'un de ses amis chanteur et professeur comme lui,.

### Engagement politique
Il a milité à Enbata.

## Le basque, une langue indo-européenne
En 2007, à l'âge de 71 ans, sous la direction de Charles Videgain, linguiste et académicien basque, il soutient une thèse de doctorat à l'Université de Pau et des pays de l'Adour sur la comparaison de la langue basque avec les langues indo-européennes (Euskera-Erdarak : basque et langues indo-européennes : essai de comparaison) dans laquelle il suggère que le basque est une langue d'origine indo-européenne. Il écrit être le seul à défendre cette origine car le seul à avoir comparé la langue basque au groupe indo-européen. Il explique que le basque peut se rapprocher de certaines langues comme le grec ancien ou le sanskrit indien.
Sa thèse obtient la mention « Très honorable avec félicitations à l'unanimité ». 
Ses travaux consistent en une étude linguistique ajoutée de considérations historiques et archéologiques. Ils sont présentés sur le site Euroskara.eu, repris et vulgarisés sur le site Bascorama.com et dans un ouvrage publié aux éditions L'Harmattan en juin 2018 sous le titre L'origine de la langue basque.

## Ouvrages
- Elurra zikindurik (1973, Mende Berri)
- Azken elurra (1974, Gure Herria)
- Aurora (1985, Maiatz) un long conte.
- Gilentegiko Gilen (1989, Gipuzkoa Donostia Kutxa; Irun Hiria Saria (prix de la ville d'Irun))
- Idazlanen bilduma (collection de six livres), Maiatz
- L'origine de la langue basque (2018, éditions L'Harmattan)
- Version en euskera de sa thèse de doctorat : EUSKERA-ERDERAK. ERKAKETA SAIOA, éditions Maiatz, Bayonne, 2015.

## Discographie
- Joseba Elosegi'ri (1971, Egia)
- Tiki-Taka (1974, Egia)
- Bilduma (1977, Egia)
- Mai, Larralde, Etxamendi (1980, auto-production) avec Maddi Etxamendi
- Garai garratzak (1988, IZ)
- Antologia (1998, Elkar)